# Thesaban
Thesaban (in thailandese: เทศบาล) è la classificazione amministrativa delle municipalità in Thailandia, che si suddividono in tre livelli così denominati:
- città maggiore (in thailandese เทศบาลนคร, thesaban nakhon), per i comuni con più di 50.000 abitanti;
- città minore (เทศบาลเมือง, thesaban mueang), per i comuni che hanno tra i 10.000 ed i 50.000 abitanti;
- municipalità di sottodistretto (เทศบาลตำบล, thesaban tambon), per i comuni che hanno tra i 5.000 ed i 10.000 abitanti.

Per ottenere un determinato status, la municipalità deve avere non solo i requisiti numerici, ma anche le entrate sufficienti per coprire le spese di amministrazione.
Bangkok e Pattaya sono entità municipali speciali al di fuori del sistema dei thesaban.
I thesaban sono governati da un consiglio comunale e un sindaco, che si affiancano all'amministrazione territoriale dei distretti (amphoe) e dei sotto-distretti (tambon). Per le città i thesaban hanno le funzioni analoghe a quelle degli amphoe e ai tambon nelle aree rurali.

## Storia
Il sistema dei thesaban è istituito dal "Decreto per l'Organizzazione dei Thesaban" del 1934 (Thailandese: พระราชบัญญัติจัดระเบียบเทศบาล พุทศักราช ๒๔๗๖), e successive modifiche. La prima modifica risale al "Decreto Thesaban" del 1939 (Thailandese: พระราชบัญญัติเทศบาล พุทธศักราช ๒๔๘๑), l'ultima è del 2003 ("Decreto Thesaban N° 12").